# High Dynamic Range Rendering

Картинка без High Dynamic Range Rendering і з нею на прикладі Half-Life 2: Lost Coast

High Dynamic Range Rendering (високодинамічне відображення діапазону), часто скорочується до High Dynamic Range, HDR — графічний ефект, який застосовується у відеоіграх для найвиразнішого подання зображення при контрастному освітленні сцени.

## Компоненти
BloomingВикористовується дизайнерами для створення ефекту розмиття у яскравих частинах сцен, емулюючи пересмикування камерою під час зйомки.
HDR SkyboxРезультат накладення декількох експозицій неба, для реалізації ефекту зміни експозиції в реальному часі. До прикладу, для відеогри  Half-Life 2: Lost Coast було створено понад 16 різних HDR skybox-ів.
HDR Water Reflection/RefractionСкрізь, де відбиття від джерела світла вкрай яскраві, з'являються «білі гарячі» плями, з blooming-ефектом на воді. Подібний ефект може виявлятися, наприклад, якщо з-під води «подивитися» на сонце.
HDR Refraction EffectHDR-світло проходить через середовище, що заломлює світло, й забарвлюється цим середовищем (наприклад, коли промінь світла проходить крізь кольорові вітражі в церкві в Half-Life 2: Lost Coast, на підлозі виникають кольорові сонячні відблиски).
HDR Light MapsКарти світла (даний ефект може не використовуватися в залежності від методів рушія конкретної гри), згенеровані за допомогою ефекту radiosity (світло не тільки відбивається від об'єктів і потрапляє в око спостерігача, але й потрапляє на інші об'єкти, відбиваючись від них), з прийняттям до уваги стрибків світла/глобального освітлення. Можна помітити, наприклад, всередині церкви в Half-Life 2: Lost Coast, за сонячними плямами від протилежних вікон на стінах.
HDR Light SourcesНестиснуті величини світла надають широкий діапазон яскравості/насиченості світла для відображення в будь-якій зі сцен.
Exposure ControlРеалізує ефект «акомодації зору», що дозволяє побачити різний ступінь деталізації при різній освітленості: менший у темних кутках у порівнянні з засвіченими областями.

## Виконання
У більшості випадків зображення зберігаються і розраховуються у поданні з обмеженою точністю, що робить доступною невелику кількість градацій яскравості (256 градацій для 24-бітного кольору). Технологія HDR використовує для зберігання кольору і розрахунків освітленості точніше подання кольору (96-бітне з плаваючою крапкою), і підгонку результату до 24-бітного подання, що виводиться на монітор. Спосіб підгонки зображення залежить від необхідного результату, наприклад для реалізації «акомодації зору» спочатку результат роботи HDR виводиться на екран безпосередньо (що через обрізання максимальної яскравості виглядає як повне або часткове засвічення екрану), а потім поступово приглушується до потрібної величини (що призводить до появи на зображенні чорних плям, викликаних обрізанням мінімальної яскравості).
Замість HDR можуть застосовуватися інші прийоми (bloom) зі схожим ефектом, що є приводом для «недобросовісної реклами» (коли замість повноцінного HDR використовується тільки bloom).